# Drastic Fantastic
Drastic Fantastic es el segundo álbum de estudio de la cantautora escocesa KT Tunstall. Fue lanzado por Virgin el 10 de septiembre de 2007 en el Reino Unido y el 18 de septiembre del mismo año en Estados Unidos y Canadá. El álbum se filtró en las redes P2P el 3 de septiembre antes de su lanzamiento. "Hold On", el sencillo principal, fue lanzado el 16 de julio de 2007 en Estados Unidos. 
Se esperaba que el álbum estuviese dentro del top 5 de los charts en su lanzamiento porque fue uno de los álbumes más descargados de la semana antes de su lanzamiento, quedando en el puesto n.º 2 en la iTunes. En los charts estadounidenses, Drastic Fantastic debutó en el número 9, vendiendo alrededor de 50 000 copias en su primera semana.
En Escocia, KT superó tanto a Kanye West y 50 Cent que se convirtió en n.º 1 en las listas Escocesas de Álbumes.
Drastic Fantastic estuvo en el puesto nº72 en las listas ingleses al final del año vendiendo alrededor de 225 000 copias en el 2007.
En agosto de 2008, Drastic Fantastic lleva registradas 215 000 copias vendidas en los Estados Unidos.

## Recepción
El álbum fue recibido calurosamente por algunos críticos. Críticos de la música de The Observer estuvieron bastante impresionados por el álbum, dándole 5 estrellas, indicando que el álbum estuvo "lleno con muchos hits de la vida del libro de historietas de Tunstall es sobre ir a la estrastósfera". Rob Sheffield de Rolling Stone le dio tres estrellas y medio de cinco y agregó que el sonido de Tunstall en el álbum fue un "flashback" a 1997, tomando nota de algunas similitudes entre las canciones en Drastic Fantastic y las canciones escritas hace 10 años. Stephen Thomas de Allmusic dio cuatro de cinco estrellas al álbum, declarando: "Drastic Fantastic (es) una bestia rara: un álbum pop con el corazón de una compositora".
Sin embargo, algunos críticos estuvieron menos impresionados, declarando que el álbum estuvo sobreproducido y que carecía de ese toque "Folky" de su álbum anterior, Eye to the Telescope. The Guardian dio sólo tres estrellas de cinco, declarando que "Tunstall pudo haberlo hecho mejor".

## Canciones
1. "Little Favours" – 3:09 (KT Tunstall)
2. "If Only" – 3:46 (Tunstall, Jimmy Hogarth)
3. "White Bird" – 3:13 (Tunstall)
4. "Funnyman" – 2:56 (Tunstall, Martin Terefe)
5. "Hold On" – 2:57 (Tunstall, Ed Case)
6. "Hopeless" – 3:41 (Tunstall)
7. "I Don't Want You Now" – 3:48 (Tunstall)
8. "Saving My Face" – 3:38 (Tunstall)
9. "Beauty of Uncertainty" – 5:01 (Tunstall)
10. "Someday Soon" – 3:53 (Tunstall, Hogarth, Sam Dixon)
11. "Paper Aeroplane" – 3:16 (Tunstall)

### Bonus
Estos temas extra aparecen en la versión para pre-ordenar de Drastic Fantastic. 
1. "Suddenly I See" (en vivo)
2. "Hold On" (en vivo desde The Today Show) – music video
3. "Bad Day" (sólo en el Reino Unido)
4. "Mothgirl" (sólo en el Reino Unido)

En la versión deluxe de iTunes, los siguientes vídeos musicales están incluidos.
1. "Black Horse and the Cherry Tree"
2. "Suddenly I See (versión estándar)"
3. "Suddenly I See (versión más larga que la vida)"
4. "Under the Weather (Radio Mix)"
5. "Other Side of the World"
6. "Hold On"

Además, viene con un documental de 15 minutos del director de cine Chris Bran así como dos folletos digitales.
La mayoría de las canciones de "Drastic Fantastic" no son nuevas. "Little Favours" apareció como cara B de Under the Weather y también en el álbum demo del 2000 'Tracks in July', al igual que "Paper Aeroplane". "If Only", "Funnyman" y "Saving My Face" aparecen en el álbum demo 'KT Toons 03', y Tunstall mencionó la composición de dos nuevas canciones ('Hopeless' y 'White Bird with a Black Tail') en la entrada de un blog de 2003.

## Sencillos promocionales
"Hold On" fue lanzado como primer sencillo del álbum el 16 de julio de 2007 en Estados Unidos, y el 27 de agosto en el Reino Unido.
"Saving My Face" fue elegido como el segundo sencillo; fue lanzado el 12 de noviembre de 2007.
"If Only" fue lanzado el 3 de marzo de 2008.
Además, "Someday Soon" está disponible como sencillo en las tiendas de música por Internet como iTunes y Rhapsody. Estuvo incluido en la película The Women en un montaje con Annette Bening y Meg Ryan.

## Músicos
- KT Tunstall — voz, guitarra, piano
- Luke Bullen — Batería, percusión
- Sam Lewis — guitarra de fondo
- Steve Osbourne — bajo, guitarra de fondo, teclados
- Arnulf Lindner — bajo, contrabajo
- Kenny Dickenson — piano, teclados
- Cat Sforza — voz de fondo
- Gita Harcourt — voz de fondo

## Fechas de lanzamiento
| Lugar de lanzamiento | Fecha                    |
| -------------------- | ------------------------ |
| Europa               | 10 de septiembre de 2007 |
| Australia            | 15 de septiembre de 2007 |
| Canadá               | 18 de septiembre de 2007 |
| Estados Unidos       | 18 de septiembre de 2007 |

## Posiciones en las listas
| Lista(2007)                       | Máxima posición |
| --------------------------------- | --------------- |
| Chart inglés de álbumes           | 3               |
| Chart irlandés de álbumes         | 10              |
| Billboard 200 de EE. UU.          | 9               |
| Top álbumes de Rock de EE. UU.    | 1               |
| Top 100 canadiense de álbumes     | 10              |
| Chart de álbumes de Países Bajos  | 21              |
| Chart francés de álbumes          | 30              |
| Chart alemán de álbumes           | 35              |
| Chart austríaco de álbumes        | 43              |
| Chart italiano de álbumes         | 35              |
| Top europeo de álbumes            | 7               |
| Chart de álbumes de Nueva Zelanda | 22              |
| Chart australiano de álbumes      | 48              |